# 2000-es FIFA-klubvilágbajnokság
A 2000-es FIFA klub-világbajnokság a FIFA klub-világbajnokság bemutatkozó kiírása volt, amit Brazíliában tartottak 2000. január 5. és január 14. között.

## Részt vevő csapatok
A következő klubok jutottak be a 2000-es tornára:
| en-Naszr          | AFC      | 1998-as Ázsiai szuperkupa győztese            |
| Corinthians       | CONMEBOL | 1998-as brazil bajnokság győztese (házigazda) |
| Manchester United | UEFA     | 1998–1999-es UEFA-bajnokok ligája győztese    |
| Necaxa            | CONCACAF | 1999-es CONCACAF-bajnokok ligája győztese     |
| Raja Casablanca   | CAF      | 1999-es CAF-bajnokok ligája győztese          |
| Real Madrid       | UEFA     | 1998-as interkontinentális kupa győztese      |
| Vasco da Gama     | CONMEBOL | 1998-as Copa Libertadores győztese            |
| South Melbourne   | OFC      | 1999-es OFC-bajnokok ligája győztese          |

## Keretek
A 2000-es FIFA klub-világbajnokság összes keretének listájához lásd a 2000-es FIFA klub-világbajnokság (keretek)-et.

## Lebonyolítása
A mérkőzéseket São Paulóban és Rio de Janeiróban rendezték meg. A csapatokat két négycsapatos csoportra osztották, az azonos kontinensről való csapatok (ez Európát és Dél-Amerikát érintette) külön csoportba kerültek. Mindkét csoport legjobbja a döntőbe került, a második helyezettek pedig a harmadik helyért játszottak.

## Mérkőzések

### A csoport
| Csapat          | M | Gy | D | V | Rg | Kg | Gk | P |
| --------------- | - | -- | - | - | -- | -- | -- | - |
| Corinthians     | 3 | 2  | 1 | 0 | 6  | 2  | +4 | 7 |
| Real Madrid     | 3 | 2  | 1 | 0 | 8  | 5  | +3 | 7 |
| en-Naszr        | 3 | 1  | 0 | 2 | 5  | 8  | −3 | 3 |
| Raja Casablanca | 3 | 0  | 0 | 3 | 5  | 9  | −4 | 0 |

| 2000-01-05 18:45 | Real Madrid                              | 3 – 1                 | en-Naszr                   | Estádio do Morumbi, São Paulo Nézőszám: 12,000 Játékvezető: Oscar Ruiz (Kolumbia) |
| 2000-01-05 18:45 | Anelka 21' Raúl 62' Sávio 69' (11-esből) | (1 – 1) (Jegyzőkönyv) | Al Husseini 45' (11-esből) | Estádio do Morumbi, São Paulo Nézőszám: 12,000 Játékvezető: Oscar Ruiz (Kolumbia) |

| 2000-01-05 21:15 | Corinthians                  | 2 – 0                 | Raja Casablanca | Estádio do Morumbi, São Paulo Nézőszám: 23,000 Játékvezető: Braschi (Olaszország) |
| 2000-01-05 21:15 | Luizão 49' Fábio Luciano 64' | (0 – 0) (Jegyzőkönyv) |                 | Estádio do Morumbi, São Paulo Nézőszám: 23,000 Játékvezető: Braschi (Olaszország) |

| 2000-01-07 18:45 | Real Madrid    | 2 – 2                 | Corinthians     | Estádio do Morumbi, São Paulo Nézőszám: 55,000 Játékvezető: Mattus (Costa Rica) |
| 2000-01-07 18:45 | Anelka 20' 71' | (1 – 1) (Jegyzőkönyv) | Edílson 29' 63' | Estádio do Morumbi, São Paulo Nézőszám: 55,000 Játékvezető: Mattus (Costa Rica) |

| 2000-01-07 21:15 | Raja Casablanca                             | 3 – 4                 | en-Naszr                                   | Estádio do Morumbi, São Paulo Nézőszám: 3,000 Játékvezető: Rugg (Új-Zéland) |
| 2000-01-07 21:15 | Nejjary 13' El Moubarki 81' El Karkouri 87' | (1 – 1) (Jegyzőkönyv) | Amin 3' Bahja 48' Al-Husseini 50' Saïb 87' | Estádio do Morumbi, São Paulo Nézőszám: 3,000 Játékvezető: Rugg (Új-Zéland) |

| 2000-01-10 18:45 | Real Madrid                         | 3 – 2                 | Raja Casablanca            | Estádio do Morumbi, São Paulo Nézőszám: 18,000 Játékvezető: Horacio Elizondo (Argentína) |
| 2000-01-10 18:45 | Hierro 48' Morientes 52' Geremi 87' | (0 – 1) (Jegyzőkönyv) | Achami 25' Moustaoudia 58' | Estádio do Morumbi, São Paulo Nézőszám: 18,000 Játékvezető: Horacio Elizondo (Argentína) |

| 2000-01-10 21:15 | en-Naszr | 0 – 2                 | Corinthians               | Estádio do Morumbi, São Paulo Nézőszám: 31,000 Játékvezető: Dick Jol (Hollandia) |
| 2000-01-10 21:15 |          | (0 – 1) (Jegyzőkönyv) | Ricardinho 24' Rincón 81' | Estádio do Morumbi, São Paulo Nézőszám: 31,000 Játékvezető: Dick Jol (Hollandia) |

### B csoport
| Csapat            | M | Gy | D | V | Rg | Kg | Gk | P |
| ----------------- | - | -- | - | - | -- | -- | -- | - |
| Vasco da Gama     | 3 | 3  | 0 | 0 | 7  | 2  | +5 | 9 |
| Necaxa            | 3 | 1  | 1 | 1 | 5  | 4  | +1 | 4 |
| Manchester United | 3 | 1  | 1 | 1 | 4  | 4  | 0  | 4 |
| South Melbourne   | 3 | 0  | 0 | 3 | 1  | 7  | −6 | 0 |

| 2000-01-06 18:15 | Manchester United | 1 – 1                 | Necaxa         | Estádio do Maracanã, Rio de Janeiro Nézőszám: 50,000 Játékvezető: Horacio Elizondo (Argentína) |
| 2000-01-06 18:15 | Yorke 81'         | (0 – 1) (Jegyzőkönyv) | Montecinos 14' | Estádio do Maracanã, Rio de Janeiro Nézőszám: 50,000 Játékvezető: Horacio Elizondo (Argentína) |

| 2000-01-06 20:45 | Vasco da Gama          | 2 – 0                 | South Melbourne | Estádio do Maracanã, Rio de Janeiro Nézőszám: 66,000 Játékvezető: Dick Jol (Hollandia) |
| 2000-01-06 20:45 | Felipe 53' Edmundo 86' | (0 – 0) (Jegyzőkönyv) |                 | Estádio do Maracanã, Rio de Janeiro Nézőszám: 66,000 Játékvezető: Dick Jol (Hollandia) |

| 2000-01-08 18:15 | Manchester United | 1 – 3                 | Vasco da Gama               | Estádio do Maracanã, Rio de Janeiro Nézőszám: 73,000 Játékvezető: Saad Mane (Kuvait) |
| 2000-01-08 18:15 | Butt 80'          | (0 – 3) (Jegyzőkönyv) | Romário 23' 25' Edmundo 42' | Estádio do Maracanã, Rio de Janeiro Nézőszám: 73,000 Játékvezető: Saad Mane (Kuvait) |

| 2000-01-08 20:45 | South Melbourne  | 1 – 3                 | Necaxa                                                       | Estádio do Maracanã, Rio de Janeiro Nézőszám: 5,000 Játékvezető: Falla Ndoye (Szenegál) |
| 2000-01-08 20:45 | Anastasiadis 45' | (1 – 2) (Jegyzőkönyv) | Montecinos 18' (11-esből) Delgado 28' Cabrera 78' (11-esből) | Estádio do Maracanã, Rio de Janeiro Nézőszám: 5,000 Játékvezető: Falla Ndoye (Szenegál) |

| 2000-01-11 18:15 | Manchester United | 2 – 0                 | South Melbourne | Estádio do Maracanã, Rio de Janeiro Nézőszám: 25,000 Játékvezető: Stefano Braschi (Olaszország) |
| 2000-01-11 18:15 | Fortune 8' 20'    | (2 – 0) (Jegyzőkönyv) |                 | Estádio do Maracanã, Rio de Janeiro Nézőszám: 25,000 Játékvezető: Stefano Braschi (Olaszország) |

| 2000-01-11 20:45 | Necaxa      | 1 – 2                 | Vasco da Gama         | Estádio do Maracanã, Rio de Janeiro Nézőszám: 45,000 Játékvezető: Oscar Ruiz (Kolumbia) |
| 2000-01-11 20:45 | Aguinaga 4' | (1 – 1) (Jegyzőkönyv) | Odvan 14' Romário 68' | Estádio do Maracanã, Rio de Janeiro Nézőszám: 45,000 Játékvezető: Oscar Ruiz (Kolumbia) |

### 3. helyért
| 2000-01-14 17:00 | Real Madrid | 1 – 1 (hu)                   | Necaxa      | Estádio do Maracanã, Rio de Janeiro Nézőszám: 35,000 Játékvezető: Oscar Ruiz (Kolumbia) |
| 2000-01-14 17:00 | Raúl 15'    | (1 – 0, 1 – 1) (Jegyzőkönyv) | Delgado 58' | Estádio do Maracanã, Rio de Janeiro Nézőszám: 35,000 Játékvezető: Oscar Ruiz (Kolumbia) |

|                                           |       | 11-esekkel                             |  |
| Eto'o Helguera McManaman Morientes Dorado | 3 – 4 | Vasquez Cabrera Perez Aguinaga Delgado |  |

### Döntő
| 2000-01-14 20:00 | Vasco da Gama | 0 – 0 (hu) | Corinthians | Estádio do Maracanã, Rio de Janeiro Nézőszám: 73,000 Játékvezető: Dick Jol (Hollandia) |
| 2000-01-14 20:00 | (Jegyzőkönyv) |            |             | Estádio do Maracanã, Rio de Janeiro Nézőszám: 73,000 Játékvezető: Dick Jol (Hollandia) |

|                                              |       | 11-esekkel                                   |  |
| Romário Alex Oliveira Gilberto Viola Edmundo | 3 – 4 | Rincón Fernando Baiano Luizão Edu Marcelinho |  |

| 2000-es FIFA klub-világbajnokság Győztes |
| ---------------------------------------- |
| Corinthians Első cím                     |

## Gólszerzők
| 3 gólos - Nicolas Anelka (Real Madrid) - Romário (Vasco da Gama) 2 gólos - Alex Aguinaga (Necaxa) - Fahad Al-Husseini (en-Naszr) - Edilson (Corinthians) - Edmundo (Vasco da Gama) - Quinton Fortune (Manchester United) - Cristian Montecinos (Necaxa) - Raúl (Real Madrid) 1 gólos - Youssef Achami (Raja Casablanca) - Fuad Amin (en-Naszr) - John Anastasiadis (South Melbourne) | - Ahmed Bahja (en-Naszr) - Nicky Butt (Manchester United) - Salvador Cabrera (Necaxa) - Agustin Delgado (Necaxa) - Talal El Karkouri (Raja Casablanca) - Bouchaib El Moubarki (Raja Casablanca) - Felipe (Vasco da Gama) - Geremi (Real Madrid) - Fernando Hierro (Real Madrid) - Fábio Luciano (Corinthians) - Luizão (Corinthians) - Fernando Morientes (Real Madrid) - Mustapha Moustaoudia (Raja Casablanca) - Omar Nejjary (Raja Casablanca) - Odvan (Vasco da Gama) - Freddy Rincón (Corinthians) - Moussa Saïb (en-Naszr) - Sávio (Real Madrid) - Dwight Yorke (Manchester United) |  |  |